# Change Management
Change Management é o termo em inglês que se refere à gestão da mudança (GMUD). Este termo está associado as transformações pela qual um sistema ou a organização e pessoas sofrem e as quais lhes serão dadas oportunidades de aprendizado. Equivocadamente a tradução tem sido utilizada para se referir a alterações e modificações no projeto.
Assim, se a mudança é a transformação de um sistema de dado estado em um novo estado, ela é o próprio projeto. Muitas literaturas mostram que para se fazer a mudança a energia principal é dispensada nas pessoas e é necessário movimentar vários recursos com bom planejamento associado e é comum encontrar organizações que usam o termo Management of Change (MOC).
É um termo presente nas práticas ITIL utilizado por várias empresas hoje em dia. Dita os padrões para se realizar uma mudança, desde seu planejamento até os resultados obtidos. Se faz necessário descrever o planejamento da atividade, os recursos envolvidos, os custos, os riscos, os beneficios, o procedimento operacional a ser executado, medidas de contorno para falhas, e principalmente, obter a aprovação de um comitê selecionado para a aprovação da mudança. Neste comitê deve estar presente o Changer Management (responsável por acompanhar e apoiar a mudança), os executores (com instruções técnicas para explicar a mudança), responsável por comunicar os afetados (deve coletar o maior número de informações possíveis para disseminar os dados da mudança aos usuários afetados), o gestor da área (analisará de forma gerencial os impactos e benefícios da mudança, com os dados apresentados), analistas das áreas associadas (caso exista envolvimento com outras áreas, necessário ter o gestor para garantir aprovação e correta comunicação).
Para determinar o diagnóstico da situação organizacional, deve-se passar por quatro etapas básicas:
1. identificar os problemas internos e externos que de alguma forma afetam a organização e formular as hipóteses;
2. buscar informações sobre os problemas identificados;
3. analisar as informações obtidas;
4. estabelecer conclusões aceitando ou rejeitando as hipóteses formuladas.

Há uma diferença conceitual importante entre Controle de Alterações e o termo Gestão da Mudança (amplitude pouco explorada e usada pela ISO 21500 e PMBOK) que se refere à alteração ou modificação no projeto que ocorre durante o seu ciclo de vida, e que pode causar impacto no escopo, custos, qualidade ou até mudança organizacional. As alterações são usualmente solicitadas pelas partes interessadas, ocasionadas por necessidades técnicas ou funcionais. 
Para elucidar: 
- Gestão da Mudança
  - Normalmente associado ao âmbito organizacional ou no entorno deste;
  - Busca-se uma mudança de estado, uma transformação organizacional e comportamental;
  - Usualmente iniciadas pela Alta Administração ou por uma transformação causada por um projeto.
  - Pela complexidade da mudança, esta é tratada pelo próprio Gerenciamento de Projetos;
  - As alterações ou modificação do projeto (desta mudança) é tratada pelo Controle de Alterações
  - Termos comumente utilizados para a Gestão da Mudança: Gestão de Projetos, [Gestão de] Transformação Organizacional, [Gestão da] Mudança Organizacional.

- Controle de alterações
  - Normalmente associado ao âmbito do projeto ou interno a este;
  - Busca-se o controle de modificações associadas ao produto (bem ou serviço);
  - Usualmente solicitadas pelas partes interessadas, ocasionadas por necessidades técnicas ou funcionais.
  - Mesmo ocorrendo no âmbito do projeto, pode provocar uma mudança ou transformação organizacional ou comportamental e estas devem ser tratadas pela Gestão da mudança;
  - Temos comumente utilizados para o Controle de alterações: Controle de…, Controle integrado de…, Gestão de…: Alterações, modificações ou configuração.

Não se pretende com isto encerrar o tema.